# Holmes County (Mississippi)
Holmes County is een county in de Amerikaanse staat Mississippi.
De county heeft een landoppervlakte van 1.958 km² en telt 21.609 inwoners (volkstelling 2000). De hoofdplaats is Lexington.

## Bevolkingsontwikkeling

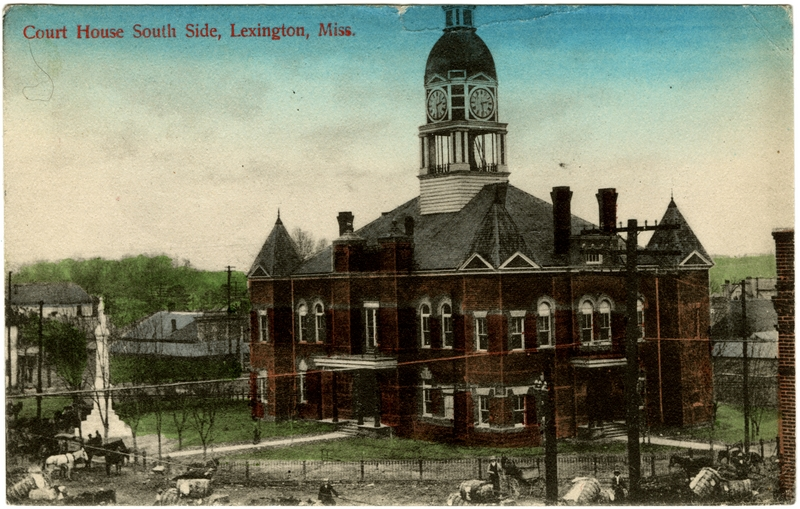
Holmes County Courthouse